# Je prends la chose du bon côté
Pour plus de détails, voir Fiche technique et Distribution.
Je prends la chose du bon côté est un film français réalisé par Michel Gérard sous le pseudonyme Marc Ollivier et sorti en 1975.

## Synopsis
Francis est un jeune homme qui se retrouve contraint de se prostituer auprès d'hommes et de femmes mais il finit par tomber amoureux de Martine, une jeune fille étrangère à son milieu. Avec elle à ses côté, Francis réussira à quitter l'univers de la prostitution.

## Fiche technique
- Titre : Je prends la chose du bon côté
- Réalisation : Marc Ollivier (pseudonyme de Michel Gérard)
- Scénario : Marc Ollivier
- Photographie : Jean Monsigny
- Son : Jack Jullian
- Musique : Daniel Fauré
- Montage : Alain Léonard Matta
- Production : Imp.Ex.Ci. - Les Films Jacques Leitienne - M.G. Productions
- Pays d'origine :  France
- Durée : 100 minutes
- Date de sortie : France - 8 janvier 1975

## Distribution
- Denis Karvil : Francis
- Anne Aor : Martine
- Bernard Charlan
- Alexandre Dorian
- Ari Arcadi
- Dan Mastacan
- Brigitte Borghese
- Christian Chevreuse
- Anne Fleurange
- Joseph Gaubert
- Anne Kerylen
- Catherine Laurent
- Jacqueline Laurent
- Jackie Lombard
- Stéphanie Marquet
- Frederica Page
- Laurent Stéphane
- César Torrès
- Nicole Vassel
- Hervé Watine